# 95
Тази статия се отнася за 95 година от новата ера. За японския танк вижте 95 Ha-Go.

## Събития
- Свети апостол Йоан пристига в изгнание на остров Патмос, където написва едно от четирите Евангелия и Апокалипсиса.

## Починали
- Йосиф Флавий, еврейски историк и политически деец